# Anke Gravert

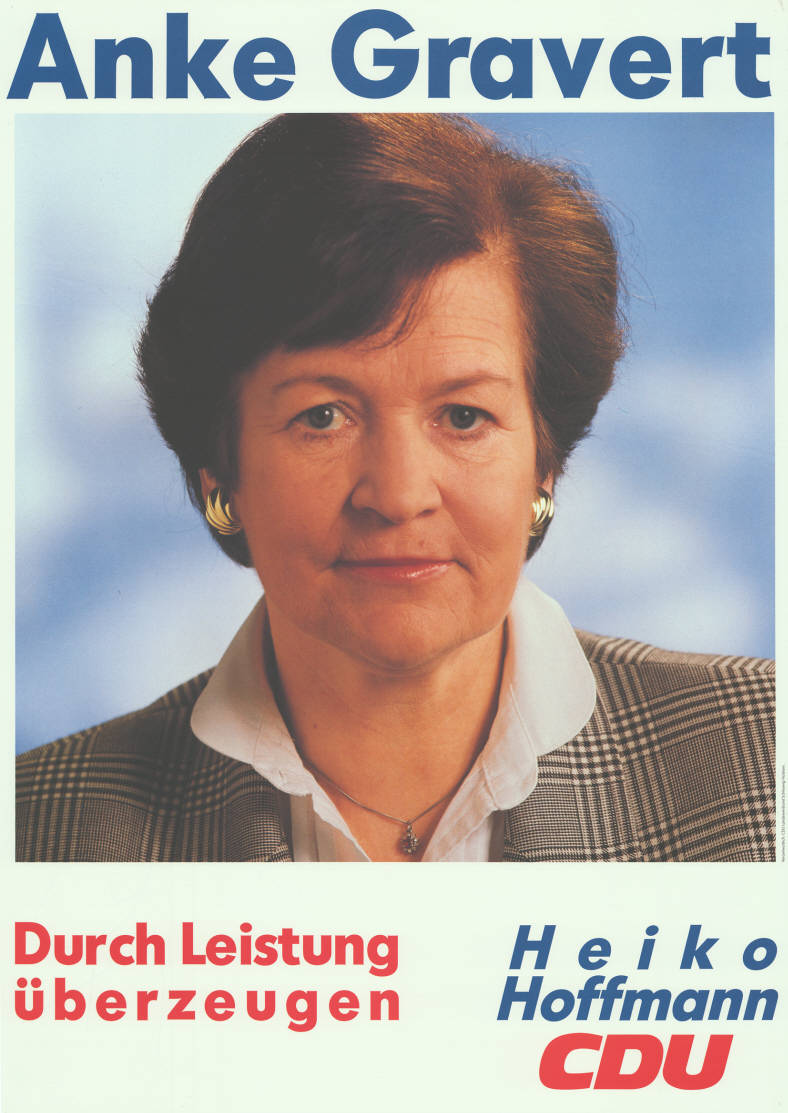
Kandidatenplakat zur Landtagswahl in Schleswig-Holstein 1988

Anke Wehna Gravert (* 22. Mai 1935 auf Nordstrand als Anke Martens; † 23. Januar 2021) war eine deutsche Politikerin (CDU).

## Leben
Gravert war von Beruf Hauswirtschaftslehrerin. Von 1983 bis 1992 war sie Mitglied des Landtages von Schleswig-Holstein, zunächst direkt gewählt im Wahlkreis Rendsburg-Ost, danach zog sie über die Liste ins Parlament ein. Sie gehörte der 8. und 9. Bundesversammlung an.
Zwischen 1974 und 1990 war sie Bürgervorsteherin in Kronshagen.

## Auszeichnungen
- 1987: Bundesverdienstkreuz am Bande
- 1992: Bundesverdienstkreuz 1. Klasse